# 1315 Bronislawa
1315 Bronislawa eller 1933 SF1 är en asteroid i huvudbältet, som upptäcktes den 16 september 1933 av den belgiske astronomen Sylvain Arend i Uccle. Den har fått sitt namn efter det polska helgonet Bronislas.
Asteroiden har en diameter på ungefär 64 kilometer.